# Llista de resolucions del Consell de Seguretat de les Nacions Unides 1601 a la 1700
Aquesta és una llista entre les resolucions 1601 a 1700 del Consell de Seguretat de les Nacions Unides aprovades entre el 31 de maig de 2005 i el 10 d'agost de 2006.
| Resolució      | Data                   | Votació                                   | Assumpte |
| -------------- | ---------------------- | ----------------------------------------- | --- |
| Resolució 1601 | 31 de maig de 2005     | 15–0–0                                    | Estén el mandat de la Missió d'Estabilització de les Nacions Unides a Haití                                                            |
| Resolució 1602 | 31 de maig de 2005     | 15–0–0                                    | Estén el mandat de l'Operació de les Nacions Unides a Burundi                                                                          |
| Resolució 1603 | 3 de juny de 2005      | 15–0–0                                    | Estén el mandat de l'Operació de les Nacions Unides a Costa d'Ivori                                                                    |
| Resolució 1604 | 15 de juny de 2005     | 15–0–0                                    | Estén el mandat de la Força de les Nacions Unides pel Manteniment de la Pau a Xipre                                                    |
| Resolució 1605 | 17 de juny de 2005     | 15–0–0                                    | Estén el mandat de la Força de les Nacions Unides d'Observació de la Separació                                                         |
| Resolució 1606 | 20 de juny de 2005     | 15–0–0                                    | Sol·licita al Secretari General començar negociacions sobre la Comissió de la Veritat a Burundi                                        |
| Resolució 1607 | 21 de juny de 2005     | 15–0–0                                    | Renova embargament de diamants contra Libèria                                                                                          |
| Resolució 1608 | 22 de juny de 2005     | 15–0–0                                    | Estén el mandat de la Missió d'Estabilització de les Nacions Unides a Haití                                                            |
| Resolució 1609 | 24 de juny de 2005     | 15–0–0                                    | Estén el mandat de l'Operació de les Nacions Unides a Costa d'Ivori i donant suport les forces franceses                               |
| Resolució 1610 | 30 de juny de 2005     | 15–0–0                                    | Estén el mandat de la Missió de les Nacions Unides a Sierra Leone                                                                      |
| Resolució 1611 | 7 de juliol de 2005    | 15–0–0                                    | Condemna atemptats de Londres, Regne Unit                                                                                              |
| Resolució 1612 | 26 de juliol de 2005   | 15–0–0                                    | Estableix mecanisme de seguiment i informació sobre els usos de nens soldats                                                           |
| Resolució 1613 | 26 de juliol de 2005   | 15–0–0                                    | Nominacions de jutges al Tribunal Penal Internacional per a l'antiga Iugoslàvia                                                        |
| Resolució 1614 | 29 de juliol de 2005   | 15–0–0                                    | Estén el mandat de la UNIFIL |
| Resolució 1615 | 29 de juliol de 2005   | 15–0–0                                    | Estén el mandat de la Missió d'Observació de les Nacions Unides a Geòrgia                                                              |
| Resolució 1616 | 29 de juliol de 2005   | 15–0–0                                    | Renova embargament d'armes contra la República Democràtica del Congo                                                                   |
| Resolució 1617 | 29 de juliol de 2005   | 15–0–0                                    | Renova sancions contra els talibans, Al-Qaeda, Osama bin Laden i associats                                                             |
| Resolució 1618 | 4 d'agost de 2005      | 15–0–0                                    | Condemna atacs terroristes a l'Iraq |
| Resolució 1619 | 11 d'agost de 2005     | 15–0–0                                    | Estén el mandat de la Missió d'Assistència de les Nacions Unides a l'Iraq                                                              |
| Resolució 1620 | 31 d'agost de 2005     | 15–0–0                                    | Estableix Oficina Integral de les Nacions Unides a Sierra Leone                                                                        |
| Resolució 1621 | 6 de setembre de 2005  | 15–0–0                                    | Incrementa la força de la Missió de les Nacions Unides a la República Democràtica del Congo                                            |
| Resolució 1622 | 13 de setembre de 2005 | 15–0–0                                    | Estén el mandat de la Missió de les Nacions Unides a Etiòpia i a Eritrea                                                               |
| Resolució 1623 | 13 de setembre de 2005 | 15–0–0                                    | Estén autorització de la Força Internacional d'Assistència i de Seguretat a Afganistan                                                 |
| Resolució 1624 | 14 de setembre de 2005 | 15–0–0                                    | Crida als estats per millorar els procediments de selecció de terroristes i de seguretat dels passatgers                               |
| Resolució 1625 | 14 de setembre de 2005 | 15–0–0                                    | Reafirma necessitat d'adoptar l'estratègia de prevenció de conflictes                                                                  |
| Resolució 1626 | 19 de setembre de 2005 | 15–0–0                                    | Estén el mandat de la Missió de les Nacions Unides a Libèria                                                                           |
| Resolució 1627 | 23 de setembre de 2005 | 15–0–0                                    | Estén el mandat de la Missió de les Nacions Unides al Sudan                                                                            |
| Resolució 1628 | 30 de setembre de 2005 | 15–0–0                                    | Estén el mandat de la Missió de les Nacions Unides a la República Democràtica del Congo                                                |
| Resolució 1629 | 30 de setembre de 2005 | 15–0–0                                    | Assignació de casos al Tribunal Penal Internacional per a l'antiga Iugoslàvia                                                          |
| Resolució 1630 | 14 d'octubre de 2005   | 15–0–0                                    | Restableix panell de seguiment de l'embargament d'armes en contra Somàlia                                                              |
| Resolució 1631 | 17 d'octubre de 2005   | 15–0–0                                    | Cooperació d'entesa de les Nacions Unides i organitzacions regionals en el manteniment de la pau i seguretat                           |
| Resolució 1632 | 18 d'octubre de 2005   | 15–0–0                                    | Estén el mandat del grup d'experts a Costa d'Ivori                                                                                     |
| Resolució 1633 | 21 d'octubre de 2005   | 15–0–0                                    | Demanda implementació dels acords de pau a Costa d'Ivori                                                                               |
| Resolució 1634 | 28 d'octubre de 2005   | 15–0–0                                    | Estén el mandat de la Missió de Nacions Unides pel Referèndum al Sàhara Occidental                                                     |
| Resolució 1635 | 28 d'octubre de 2005   | 15–0–0                                    | Estén el mandat de la Missió de les Nacions Unides a la República Democràtica del Congo                                                |
| Resolució 1636 | 31 d'octubre de 2005   | 15–0–0                                    | Demanda Síria a cooperar amb la Comissió d'Investigació Independent de les Nacions Unides i fi de la interferència al Líban            |
| Resolució 1637 | 8 de novembre de 2005  | 15–0–0                                    | Estén el mandat de la Força Multinacional Iraq                                                                                         |
| Resolució 1638 | 11 de novembre de 2005 | 15–0–0                                    | Arrest, detenció i transferència al Tribunal Especial per Sierra Leone de Charles Taylor                                               |
| Resolució 1639 | 21 de novembre de 2005 | 15–0–0                                    | Autoritza continuació d'EUFOR Althea a Bòsnia i Hercegovina                                                                            |
| Resolució 1640 | 23 de novembre de 2005 | 15–0–0                                    | Demanda a Eritrea fi de les restriccions a la Missió de les Nacions Unides a Etiòpia i a Eritrea                                       |
| Resolució 1641 | 30 de novembre de 2005 | 15–0–0                                    | Estén el mandat de l'Operació de les Nacions Unides a Burundi                                                                          |
| Resolució 1642 | 14 de desembre de 2005 | 15–0–0                                    | Estén el mandat de la Força de les Nacions Unides pel Manteniment de la Pau a Xipre                                                    |
| Resolució 1643 | 15 de desembre de 2005 | 15–0–0                                    | Renova embargament d'armes, viatge i restriccions financeres a Costa d'Ivori                                                           |
| Resolució 1644 | 15 de desembre de 2005 | 15–0–0                                    | Estén el mandat de la Comissió d'Investigació Independent de les Nacions Unides al Líban                                               |
| Resolució 1645 | 20 de desembre de 2005 | 15–0–0                                    | Estableix Comissió de Consolidació de la Pau de les Nacions Unides                                                                     |
| Resolució 1646 | 20 de desembre de 2005 | 13–0–2 (abstencions: Argentina, Brasil)   | Membres de la Comissió de Consolidació de la Pau                                                                                       |
| Resolució 1647 | 20 de desembre de 2005 | 15–0–0                                    | Renova restriccions de viatge, diamants i fusta contra Libèria                                                                         |
| Resolució 1648 | 21 de desembre de 2005 | 15–0–0                                    | Estén el mandat de la Força de les Nacions Unides d'Observació de la Separació                                                         |
| Resolució 1649 | 21 de desembre de 2005 | 15–0–0                                    | Renova embargament d'armes, sancions financeres i de viatge contra la República Democràtica del Congo                                  |
| Resolució 1650 | 21 de desembre de 2005 | 15–0–0                                    | Estén el mandat de l'Operació de les Nacions Unides a Burundi                                                                          |
| Resolució 1651 | 21 de desembre de 2005 | 15–0–0                                    | Estén el mandat de la panell per monitorar la situació al Darfur, Sudan occidental                                                     |
| Resolució 1652 | 24 de gener de 2006    | 15–0–0                                    | Estén el mandat de l'Operació de les Nacions Unides a Costa d'Ivori i forces de suport franceses                                       |
| Resolució 1653 | 27 de gener de 2006    | 15–0–0                                    | Destaca desarmament i desmobilització a la regió dels Grans Llacs d'Àfrica                                                             |
| Resolució 1654 | 31 de gener de 2006    | 15–0–0                                    | Restableix panell de seguiment de l'embargament d'armes contra la República Democràtica del Congo                                      |
| Resolució 1655 | 31 de gener de 2006    | 15–0–0                                    | Estén el mandat de la UNIFIL |
| Resolució 1656 | 31 de gener de 2006    | 15–0–0                                    | Estén el mandat de la Missió d'Observació de les Nacions Unides a Geòrgia                                                              |
| Resolució 1657 | 6 de febrer de 2006    | 15–0–0                                    | Desplega una companyia d'infanteria de la Missió de les Nacions Unides a Libèria a l'Operació de les Nacions Unides a Costa d'Ivori    |
| Resolució 1658 | 14 de febrer de 2006   | 15–0–0                                    | Estén el mandat de la Missió d'Estabilització de les Nacions Unides a Haití                                                            |
| Resolució 1659 | 15 de febrer de 2006   | 15–0–0                                    | Aprova la Conferència Internacional sobre Afganistan                                                                                   |
| Resolució 1660 | 28 de febrer de 2006   | 15–0–0                                    | Esmena estatut del Tribunal Penal Internacional per a l'antiga Iugoslàvia                                                              |
| Resolució 1661 | 14 de març de 2006     | 15–0–0                                    | Estén el mandat de la Missió de les Nacions Unides a Etiòpia i a Eritrea                                                               |
| Resolució 1662 | 23 de març de 2006     | 15–0–0                                    | Estén el mandat de la Missió d'Assistència de les Nacions Unides a l'Afganistan                                                        |
| Resolució 1663 | 24 de març de 2006     | 15–0–0                                    | Estén el mandat de la Missió de les Nacions Unides al Sudan                                                                            |
| Resolució 1664 | 29 de març de 2006     | 15–0–0                                    | Sol·licita Secretari General consultar amb el govern libanès sobre el tribunal per l'assassinat de Rafic Hariri                        |
| Resolució 1665 | 29 de març de 2006     | 15–0–0                                    | Estén el mandat de la panell de seguiment de la situació al Darfur, Sudan occidental                                                   |
| Resolució 1666 | 31 de març de 2006     | 15–0–0                                    | Estén el mandat de la Missió d'Observació de les Nacions Unides a Geòrgia                                                              |
| Resolució 1667 | 31 de març de 2006     | 15–0–0                                    | Estén el mandat de la Missió de les Nacions Unides a Libèria                                                                           |
| Resolució 1668 | 10 d'abril de 2006     | 15–0–0                                    | Cas al Tribunal Penal Internacional per a l'antiga Iugoslàvia                                                                          |
| Resolució 1669 | 10 d'abril de 2006     | 15–0–0                                    | Desplega personal de l'Operació de les Nacions Unides a Burundi a la Missió de les Nacions Unides a la República Democràtica del Congo |
| Resolució 1670 | 13 d'abril de 2006     | 15–0–0                                    | Estén el mandat de la Missió de les Nacions Unides a Etiòpia i a Eritrea                                                               |
| Resolució 1671 | 25 d'abril de 2006     | 15–0–0                                    | Autoritza desplegament d'EUFOR RD Congo a la República Democràtica del Congo                                                           |
| Resolució 1672 | 25 d'abril de 2006     | 12–0–3 (abstencions: Xina, Qatar, Rússia) | Imposa sancions a quatre individus sudanesos                                                                                           |
| Resolució 1673 | 27 d'abril de 2006     | 15–0–0                                    | Estén el mandat del comitè de seguiment per la implementació de la Resolució 1540 sobre no proliferació                                |
| Resolució 1674 | 28 d'abril de 2006     | 15–0–0                                    | Importància de pervenir conflictes a través del desenvolupament i la democràcia                                                        |
| Resolució 1675 | 28 d'abril de 2006     | 15–0–0                                    | Estén el mandat de la Missió de Nacions Unides pel Referèndum al Sàhara Occidental                                                     |
| Resolució 1676 | 10 de maig de 2006     | 15–0–0                                    | Restableix panell de seguiment d'embargament d'armes contra Somàlia                                                                    |
| Resolució 1677 | 12 de maig de 2006     | 15–0–0                                    | Estén el mandat de l'Oficina de les Nacions Unides a Timor Oriental                                                                    |
| Resolució 1678 | 15 de maig de 2006     | 15–0–0                                    | Estén el mandat de la Missió de les Nacions Unides a Etiòpia i a Eritrea                                                               |
| Resolució 1679 | 16 de maig de 2006     | 15–0–0                                    | Decision de la Unió Africana tode transformar operació de pacificació al Darfur, Sudan                                                 |
| Resolució 1680 | 17 de maig de 2006     | 13–0–2 (abstencions: Xina, Rússia)        | Encoratja a Síria a respondre a la pregunta libanesa de delimitació de fronteres                                                       |
| Resolució 1681 | 31 de maig de 2006     | 15–0–0                                    | Estén el mandat de la Missió de les Nacions Unides a Etiòpia i a Eritrea                                                               |
| Resolució 1682 | 2 de juny de 2006      | 15–0–0                                    | Incrementa la força de l'Operació de les Nacions Unides a Costa d'Ivori                                                                |
| Resolució 1683 | 13 de juny de 2006     | 15–0–0                                    | Ajustes embargament d'armes contra Libèria                                                                                             |
| Resolució 1684 | 13 de juny de 2006     | 15–0–0                                    | Nominacions de jutges al Tribunal Penal Internacional per a Ruanda                                                                     |
| Resolució 1685 | 13 de juny de 2006     | 15–0–0                                    | Estén el mandat de la Força de les Nacions Unides d'Observació de la Separació                                                         |
| Resolució 1686 | 15 de juny de 2006     | 15–0–0                                    | Estén el mandat de la Comissió d'Investigació Independent de les Nacions Unides al Líban                                               |
| Resolució 1687 | 15 de juny de 2006     | 15–0–0                                    | Estén el mandat de la Força de les Nacions Unides pel Manteniment de la Pau a Xipre                                                    |
| Resolució 1688 | 16 de juny de 2006     | 15–0–0                                    | Aprova transferir l'antic president de Libèria Charles Taylor a La Haia, Països Baixos                                                 |
| Resolució 1689 | 20 de juny de 2006     | 15–0–0                                    | Renova restriccions contra la importació diamants en brut de Libèria; aixeca les restriccions sobre la fusta                           |
| Resolució 1690 | 20 de juny de 2006     | 15–0–0                                    | Estén el mandat de l'Oficina de les Nacions Unides a Timor Oriental                                                                    |
| Resolució 1691 | 22 de juny de 2006     | Aprovada sense votació                    | Admissió de Montenegro a les Nacions Unides                                                                                            |
| Resolució 1692 | 30 de juny de 2006     | 15–0–0                                    | Estén el mandat de l'Operació de les Nacions Unides a Burundi                                                                          |
| Resolució 1693 | 30 de juny de 2006     | 15–0–0                                    | Estén la força de la Missió de les Nacions Unides a la República Democràtica del Congo                                                 |
| Resolució 1694 | 13 de juliol de 2006   | 15–0–0                                    | Incrementa el component policial de la Missió de les Nacions Unides a Libèria                                                          |
| Resolució 1695 | 15 de juliol de 2006   | 15–0–0                                    | Condemna les proves de míssils per Corea del Nord                                                                                      |
| Resolució 1696 | 31 de juliol de 2006   | 14–1–0 (en contra: Catar)                 | Demana a l'Iran que acabi les activitats amb urani enriquit                                                                            |
| Resolució 1697 | 31 de juliol de 2006   | 15–0–0                                    | Estén el mandat de la UNIFIL |
| Resolució 1698 | 31 de juliol de 2006   | 15–0–0                                    | Estén el mandat del grup d'experts a la República Democràtica del Congo                                                                |
| Resolució 1699 | 8 d'agost de 2006      | 15–0–0                                    | Cooperació entre les Nacions Unides i la Interpol sobre sancions internacionals                                                        |
| Resolució 1700 | 10 d'agost de 2006     | 15–0–0                                    | Estén el mandat de la Missió d'Assistència de les Nacions Unides a l'Iraq                                                              |